# ONE PIECE
《ONE PIECE》（日语：／；中文譯名：海賊王、航海王），是日本漫畫家尾田榮一郎創作的少年漫畫，自1997年7月22日起在集英社旗下雜誌《週刊少年Jump》連載、同年12月發行第一冊單行本，至今已出版112冊單行本。並在漫畫雜誌《週刊少年Jump》中長期佔據人氣榜的第一名，單行本在日本以外，亦已有30多個國家翻譯版本發行。另外也衍生出諸多衍生作品，包括同名的電視動畫、電影、小說和電子遊戲等周邊媒體產品。

## 劇情大綱
作品以虛構的「大海賊時代」為故事舞台，描述海賊蒙奇·D·路飛想要得到「ONE PIECE」（一個大秘寶）和成為「海賊王」為夢想而出海向「偉大的航道」航行的海洋冒險故事。

### 生存之海 超新星篇
生存之海 超新星篇為《ONE PIECE》的第一部故事。漫畫：第1—597話，動畫：第1—516集
- 東海篇（收錄卷數：第1—12卷，收錄話數：第1—100話，動畫集數：第1—61集）

蒙奇·D·魯夫童年時受到海賊「紅髮」傑克的啟蒙，自小就立志要成為「海賊王」。魯夫17歲時出海之後，接續遇見海賊獵人羅羅亞·索隆、狙擊手騙人布、航海士娜美、廚師賓什莫克·香吉士並結為夥伴。他們組成草帽海賊團準備進入偉大的航道來到羅格鎮。離開羅格鎮後，魯夫一行人在偉大航道的入口「顛倒山」之前以各自的夢想立誓，跨越顛倒山之後進入偉大航道，展開下一段冒險。
- 阿拉巴斯坦篇（收錄卷數：第12—24卷，收錄話數：第101—217話，動畫集數：第62—130集）

草帽海賊團一行人來到偉大航道、在威士忌山峰遇到臥底在秘密犯罪組織巴洛克華克的阿拉巴斯坦王國公主納菲魯塔莉·薇薇，從公主口中得知阿拉巴斯坦正處於水深火熱之中，以及王下七武海『Mr.0』克洛克達爾的陰謀後，魯夫決定幫助薇薇。他們在途中前往島嶼「小花園」與巴洛克華克的部分成員開戰，並在旅途中為了治好在小花園生病的娜美去了磁鼓島並增添一名船醫夥伴多尼多尼·喬巴。
抵達阿拉巴斯坦後，當地因為克洛克達爾的煽動爆發內戰，魯夫最後擊敗克洛克達爾，內戰亦隨之結束。其後薇薇向魯夫等人道別，而原巴洛克華克副社長妮可·羅賓因失去人生目標，以考古學家的身份加入草帽海賊團。
- 空島篇（收錄卷數：第24—32卷，收錄話數：第217—303話，動畫集數：第144—195集）

離開阿拉巴斯坦王國之後，草帽海賊團撞見一艘從天而降的大船，同時紀錄指針竟然向上指向天空。對空島產生興趣的魯夫靠著上升海流前往空島。誤入空島統治者「神」艾涅爾的領地，因此草帽海賊團、神的軍團、以及領地原住民「香狄亞」展開激戰，艾涅爾最終被魯夫擊敗，而空島居民和香狄亞一族長達四百年的戰爭也終止。
- DAVY BACK FIGHT篇（收錄卷數：第32—34卷，收錄話數：第304—321話，動畫集數：第207—228集）

草帽海賊團遇見專門以「DAVY BACK FIGHT」遊戲搶奪其它海賊團船員的「銀狐」弗克西，喬巴、羅賓（動畫原創）先後被其搶走，兩個海賊團展開爭奪船員的競技比賽。
- 水之七島篇（收錄卷數：第34—39卷，收錄話數：第322—374話，動畫集數：第229—263集）

為修繕傷痕累累的前進梅利號，草帽海賊團來到以造船業聞名的水之七島，卻得知梅莉號已經無法修復的消息，騙人布又慘敗給拆船流氓佛朗基。另一方面，羅賓遇見政府機關CP9，由於害怕過去發生在自己故鄉的悲劇在草帽海賊團上重演，因此自願被CP9給帶走。而騙人布又因不滿魯夫報廢梅利號的決定而決定離開，草帽海賊團陷入分崩離析的危機。
- 艾尼愛斯大廳篇（收錄卷數：第39—46卷，收錄話數：第375—441話，動畫集數：第264—325集）

草帽海賊團前往司法島救回羅賓，與世界政府底下的CP9部隊全面對決，最後救回羅賓，騙人布也回到團裡。魯夫等人以火葬儀式為大限已至的梅利號送行，而佛朗基用當初偷來的二億貝里建造一艘新船千陽號繼續出海冒險，而佛朗基也以船匠的身分加入海賊團。
- 恐怖三桅帆船篇（收錄卷數：第46—50卷，收錄話數：第442—490話，動畫集數：第337—381集）

草帽海賊團踏入魔幻的三桅帆船地帶，遇見神秘的骷髏人布魯克，並進入王下七武海月光·摩利亞所佈下的陷阱。最後魯夫擊敗了摩利亞，布魯克也以音樂家的身分加入草帽海賊團。
- 夏波帝諸島篇（收錄卷數：第50—53卷，收錄話數：第491—513話，動畫集數：第385—405集）

草帽海賊團進入偉大航道前半段的最末端夏波帝諸島卻和世界貴族天龍人起些衝突，之後他們遇到海軍上將黃猿、戰桃丸以及和平主義者的圍捕，最後巴索羅繆·大熊利用果實能力幫助草帽海賊團逃脫把各個船員傳送至不同島嶼。
- 女人島亞馬遜百合篇（收錄卷數：第53—54卷；收錄話數，第514—524話，動畫集數：第408—421集）

被擊飛至亞馬遜百合的魯夫遇見王下七武海的「海賊女帝」波雅·漢考克，被女帝俘虏后又释放，得知自己的兄長「火拳」波特卡斯·D·艾斯要被處決的消息，便請漢考克將自己偷渡至海底大監獄「推進城」救回兄長艾斯。
- 大監獄推進城篇（收錄卷數：第54—56卷，收錄話數：第525—549話，動畫集數：第422—458集）

魯夫在推進城遇見過去的敵人（「小丑」巴其、以及前巴洛克華克的四位成員）及王下七武海的「海俠」吉貝爾，眾人為達成各自目的分別先後集結組成聯盟後展開越獄行動，最後魯夫來到處刑的場所海軍本部馬林福特。
- 馬林福特頂上戰爭篇（收錄卷數：第56—61卷，收錄話數：第550—597話，動畫集數：第459—516集）

魯夫及越獄同伴、白鬍子海賊團、海軍、王下七武海等多方勢力展開了「頂上戰爭」。戰爭最後由「紅髮」傑克出面調停而收場，但遺憾的是艾斯和白鬍子皆殞命於戰場。痛失哥哥艾斯並深感自身實力需要變得更強的魯夫在戰爭結束後，他在「冥王」雷利的建議下給夥伴留下訊息，各自展開為期兩年的修行之旅。

### 最後之海 新世界篇
最後之海 新世界篇為《ONE PIECE》的第二部故事。漫畫：第598話—至今，動畫：第517集—至今。
- 魚人島篇（收錄卷數：第61—66卷，收錄話數：第598—653話，動畫集數：第517—578集）

歷經兩年修行後在夏波帝諸島重逢後的草帽海賊團為了前往新世界，而出發邁向位於海底一萬公尺以下處的「魚人島」。他們遇到吉貝爾並得知魚人島的悲傷歷史，原本魚人島繼承已故王妃的想法、漸漸地接近與人類和平共處的理想，但是由荷帝·瓊斯所率領的新魚人海賊團卻粉碎這個理念企圖攻擊掌控魚人島藉此侵占陸地。草帽海賊團挺身阻止荷帝所率領的「新魚人海賊團」並與白星公主為首的魚人與人類之間開始建立新的羈絆。
- 龐克哈薩特篇（收錄卷數：第66—70卷，收錄話數：第654—699話，動畫集數：第579—628集）

草帽海賊團與新任王下七武海托拉法爾加·D·瓦特爾·羅相遇，魯夫接受羅的提議組成「海賊同盟」，目標是「四皇」之一的「百獸」海道。他們靠著這強力的同盟來對抗在龐克哈薩特製造人工惡魔果實的凱薩·克勞恩。
- 多雷斯羅薩篇（收錄卷數：第70—80卷，收錄話數：第700—801話，動畫集數：第629—750集）

草帽海賊團和羅潛入到唐吉訶德·多佛朗明哥治理下的王國「多雷斯羅薩」與多佛朗明哥旗下人馬展開對決，期間與革命軍參謀總長兼魯夫的義兄薩波重逢，在擊敗多佛朗明哥後，多佛朗明哥在多雷斯羅薩所實施的「統治」就此結束。而作為檯面下引路人的多佛朗明哥的垮台也使得世界局勢開始出現大幅度的變化。
- 佐烏篇（收錄卷數：第80—82卷，收錄話數：第802—822話，動畫集數：第751—779集）

魯夫等人前往佐烏與娜美等人會合，但此國家卻已呈現潰滅狀態，同時意外發現香吉士出身為殺手家族「杰尔马66」。魯夫一行人為了阻止香吉士結婚正在思考救回他的方法時，意外得知和之國光月一族的秘密，魯夫等人得知這件驚人事實於是將下一個擊倒的目標鎖定為四皇「百獸」海道。魯夫、索隆與和之國光月一族及佐烏的住民為各自的目的分組團隊。
- 圓蛋糕島篇（收錄卷數：第82—90卷，收錄話數：第823—902話，動畫集數：第783—877集）

魯夫團隊前往四皇「BIG MOM」夏洛特·莉莉所在的「萬國」圓蛋糕島準備找回要結婚的香吉士。魯夫等人理解香吉士與家族聯姻的真正理由再度和吉貝爾相會，並與想要暗殺BIG MOM的火戰車海賊團組成暫時聯盟，成功破壞雙方聯姻婚禮，救出香吉士和其家族杰爾馬66。吉貝爾為實踐理念正式宣布退出BIG MOM旗下與辭別太陽海賊團，以掌舵手的身分加入草帽海賊團。在一行人達成目的後逃出BIG MOM的領地，期間魯夫與BIG MOM海賊團的夏洛特·卡塔克利展開激烈對決在最後的對決中獲勝。
- 世界會議篇（收錄卷數：第90卷；收錄話數：第903—908話，動畫集數：第878—891集）

世界政府加盟國裡作為代表的五十個國家，再度前往「聖地」馬力喬亞召開每四年一次的世界會議，商討世界大局政策。
- 和之國篇（收錄卷數：第90卷—105卷，收錄話數：第909—1059話，動畫集數：第892—1088集）

索隆等人按錦衛門的要求偽裝成和之國國民。另一方面魯夫等人先後抵達四皇「百獸」海道駐紮的和之國。然而魯夫為了保護碰巧認識的玉兒攻擊海道的部下受到追捕。之後魯夫與錦衛門等人會合得知和桃之助他們其實是從二十年前的和之國「穿越時空來到現在」，為了實現光月家御田的遺願，決定在兩個禮拜後火祭神樂之日攻進統治和之國的海道所居住的「鬼島」討伐「百獸」海道、黑炭大蛇以及受到恥辱而趕過來復仇的「BIG MOM」夏洛特·莉莉為目標展開戰鬥。在海道、夏洛特·莉莉、黑炭大蛇等人倒台後，桃之助被擁立為和之國新任領導者，著手改革重建國家，和之國與魯夫等人建立新的羈絆。
- 未來島蛋頭篇（收錄卷數：第105卷—110卷，收錄話數：第1060—1125話，動畫集數：第1089集—至今）

草帽海賊團來到「天才科學家」Dr.貝卡帕庫所在的島嶼「未來島」蛋頭，並與珠寶·波妮相遇，在知道貝卡帕庫對「空白的一百年」的研究後，世界政府派遣「CP0」暗殺貝卡帕庫，隨著各方勢力的背叛及陰謀，政府出動海軍包圍消滅該座島嶼。直到世界政府最高權力「五老星」親自出馬。貝卡帕庫本體被殺害之時，向全世界啟動影像重播和廣播並公開了「空白的一百年」殘酷真相。
- 艾爾帕布篇（收錄卷數：第111卷—至今，收錄話數：第1126話—至今）

草帽海賊團在巨兵海賊團的幫助下成功逃離蛋頭，往艾爾帕布的方向航行並一起開宴會，在眾人喝醉的航行途中，以魯夫為首的6名船員和千陽號突然失蹤。

## 登場角色
隨著劇情的發展，除了主要角色草帽海賊團，尚有許多海賊、海軍、革命軍和世界政府等各勢力其他角色登場之中。本作品的角色命名相當多元，部分來自歷史上的知名海盜，在角色设计上，也融入其原型人物的些许特色。

## 用語設定
本作的世界觀舞台是由世界各地的加盟國與所組成的國際組織「世界政府」所共同管理。然而，由於「海賊王」哥爾·D·羅傑被執行死刑後迎來了“大海賊時代”，結果海賊們於世界各地擴展權力，並直接與直屬世界政府的海軍作戰。本作是以島上的國家為單位，也有的島嶼只有村子、城鎮存在，大部分主要国家加入世界政府联盟，并支持海军讨伐海贼。
至於生活方式和科學技術，基本上是以現實世界海賊的「黃金時代」（17世紀到18世紀）為藍本，但是與現實世界而言還是擁有很大的差別，以作品中世界固有的獨特設定（例如：偉大航道、紅土大陸和電話蟲等）。惡魔果實服用後會依不同的果實而對應獲得不可思議的特殊能力，許多角色因其能力都擁有了超人般的戰鬥力。有著「海王類」這樣的特殊生物，還有像巨人族、魚人族、小人族和毛皮族等這樣的種族，也有超過許多普通人的身高2公尺以上的人類。
以船長蒙其·D·路飞為首和他的伙伴組成草帽海賊團，但他們並不會對一般民眾進行掠奪（主要是從所有者不明或同為海賊的團隊中掠奪）。它們主要到每座島上遇到問題與事件，在擊敗敵人後，繼續前往下一座島。敵人大多是以海賊為主，但有些海賊會與世界政府勾結或直接隸屬於他們，也因此會與世界政府（主要是海軍）和國家的王的公權力進行挑戰並鬥爭。

## 創作背景
尾田榮一郎在作為漫畫家和月伸宏（代表作《浪客剑心》）的助手時，於1996年開始創作海賊漫畫。它以兩部作品名為《ROMANCE DAWN》的單篇故事開始，後來被用作《ONE PIECE》第一話和第一卷的標題。故事中主角以路飛的性格為特色，並且包括以後正篇將出現主要元素。第一部短篇發表在1996年的赤丸Jump，後收錄在官方書籍『ONE PIECE RED 絕讚的人物特寫』；第二部短篇發表在1996年的《週刊少年Jump》第41期上，後收錄在1998年發行的尾田榮一郎短篇集WANTED!。
尾田表示，他最初計劃《ONE PIECE》將持續連載五年，並且他已經確定了結局。但是，他發現這比他預期的花費更長的時間。尾田說，結局將是他一開始就決定好的。

## 扉頁連載
短期集中刊頭連載
是在《ONE PIECE》各話開頭刊頭（扉頁）上連載的單頁漫畫，常用來交待一些人物的簡單後續發展。其中一些作品有製作動畫。
| No | 名稱 | 名稱                       | 名稱              | 名稱                       | 本篇                | 連載話數           | 動畫改編                 |
| No | 日本 | 臺灣                       | 香港              | 中国大陆                   | 本篇                | 連載話數           | 動畫改編                 |
| -- | ---- | -------------------------- | ----------------- | -------------------------- | ------------------- | ------------------ | ------------------------ |
| 1  |      |                            |                   |                            | 35—75話             | 全28話 （外傳2話） | 46—47集 （擴充改編）     |
| 2  |      |                            |                   |                            | 83—119話            | 全30話             | 68—69集 （擴充改編）     |
| 3  |      |                            |                   |                            | 126—172話           | 全37話 （外傳1話） |                          |
| 4  |      |                            |                   |                            | 182—228話           | 全40話             |                          |
| 5  |      |                            |                   |                            | 236—262話           | 全23話             | 778集 （部分改編）       |
| 6  |      |                            |                   |                            | 272—305話           | 全29話             |                          |
| 7  |      |                            |                   |                            | 314—348話           | 全32話             |                          |
| 8  |      |                            |                   |                            | 359—413話           | 全42話 （外傳1話） |                          |
| － |      |                            |                   |                            | 424—427話 486—490話 | 全7話              |                          |
| 9  |      |                            |                   |                            | 428—474話           | 全38話             |                          |
| 10 |      | CP9的任務外報告            | CP9的任務之外報告 | CP9的任务外报告            | 491—528話           | 全33話             |                          |
| 11 |      |                            |                   |                            | 543—544話           | 全2話              | 510、514集 （擴充改編）  |
| 12 |      |                            |                   |                            | 545—546話           | 全2話              | 510、515集 （擴充改編）  |
| 13 |      |                            |                   |                            | 548—549話           | 全2話              | 508、514集 （擴充改編）  |
| 14 |      |                            |                   |                            | 550—551話           | 全2話              | 507、515集 （擴充改編）  |
| 15 |      |                            |                   |                            | 552—554話           | 全2話              | 510集 （擴充改編）       |
| 16 |      |                            |                   |                            | 555—556話           | 全2話              | 508、514集 （擴充改編）  |
| 17 |      |                            |                   |                            | 557—558話           | 全2話              | 509、515集 （擴充改編）  |
| 18 |      |                            |                   |                            | 559—560話           | 全2話              | 509、515集 （擴充改編）  |
| 19 |      |                            |                   |                            | 613—668話           | 全48話             |                          |
| 20 |      |                            |                   |                            | 674—731話           | 全46話             | 921集 （部分改編）       |
| 21 |      |                            |                   |                            | 751—785話           | 全28話             |                          |
| 22 |      |                            |                   |                            | 805—838話           | 全25話             |                          |
| 23 |      |                            |                   |                            | 864—919話           | 全46話             | 885、1081集 （部分改編） |
| 24 |      | 「匪幫」培基的Oh my family |                   | 黑帮「班吉」的Oh my family | 948—994話           | 全37話             |                          |
| 25 |      | 傑爾瑪66的無感情海遊記     |                   |                            | 1035—1078話         | 全33話             | 1093集 （部分改編）      |
| 26 |      | 鬼之子大和去金稻荷代參     |                   |                            | 1109話起            |                    |                          |

## 衍生作品
ONE PIECE 草帽劇場
由原作尾田榮一郎繪製，內容是數頁的短篇外傳作品。草帽劇場最初的設定是在第304話「長環長島的冒險」附贈的全彩4格漫畫「海上的音樂會」，後由集英社發行的三本總集篇中「REPORT TIME」刊登。以這部作品為開端，共有5篇被發表被動畫化為「草帽劇場」。除了「喬巴超人（CHOPPER MAN）」外其餘都以「○○TIME」來表示。
CROSS EPOCH
與《七龍珠》的跨界合作作品，於「週刊少年JUMP」2007年4·5號刊載。
真正的食物！惡魔果實！
與《美食獵人》的跨界合作作品，於「週刊少年JUMP」2011年17號刊載。
喬巴超人
由武井宏文作畫，於月刊《最強Jump》2012年1月號至2014年2月號期間連載，單行本全5卷，短篇及番外篇收錄於另一本單行本。最初起於四格短漫《草帽劇場》中的短篇之一，故事敘述主人翁喬巴超人帶領其助手娜美菲雅粉碎邪惡組織「騙人達巴達團」陰謀的故事。
ONE PIECE PARTY航海王派對
由安藤英作畫，於月刊《最強Jump》2015年1月號起至2019年11月號刊載。是以Q版風格繪製的番外搞笑漫畫，有著各種平行世界故事。
ONE PIECE Special Episode 〝Luff〟
由原作尾田榮一郎繪製，此篇故事收錄在《ONE PIECE magazine》Vol.1至Vol.3（2017年7月7日、8月4日、9月1日）。故事內容描述了「如果薩波在頂上戰爭中救了艾斯和魯夫，三人再次相聚」以此為展開。
CHIN PIECE
由天望良一作畫，於月刊《最強Jump》2018年7月號至2020年5月號期間連載，故事敘述了以崇拜魯夫的男孩為主角的衍生搞笑漫畫。
航海王談戀愛
由伊原大貴作畫，於「少年Jump+」和官方網站「ONE PIECE.com」2018年6月18日至2021年11月7日期間連載，故事敘述了與草帽海賊團同名的高中生的衍生搞笑漫畫。
ONE PIECE 航海王 長得像克比的小日山～撞臉大秘寶～
由なかまる作畫，於「少年Jump+」和官方網站「ONE PIECE.com」2018年6月18日至2019年7月1日期間連載，故事敘述了與克比長相一樣的高中生的衍生搞笑漫畫。
食戟的香吉士
由《食戟之靈》作者附田祐斗（故事）、佐伯俊（作畫）繪製的合作作品，以香吉士為主角的短篇故事，於「週刊少年JUMP」2018年34號刊載第1話、2021年5・6合併號刊載第2話、2021年33・34合併號刊載第3話、2021年40號刊載第4話、2022年5・6合併號刊載第5話、2022年34號刊載最終話。
ONE PIECE COVER COMIC PROJECT
此為特別企劃，由其他作家繪製《ONE PIECE》作品。
羅羅亞·索隆，葬身海上
由Boichi繪製，於「週刊少年JUMP」2019年34號刊載特別短篇，以索隆為主角，重新繪製原作第51話「羅羅亞·索隆葬身海上」。
薇薇的冒險
由古味直志繪製，於「週刊少年JUMP」2021年39號刊載特別短篇，以薇薇為主角，重新繪製原作第216話「薇薇的冒險」。
娜美VS卡莉法
由Boichi繪製，於『ONE PIECE magazine』Vol.14刊載特別短篇，以娜美為主角，重新繪製原作第411話「娜美VS卡莉法」。
ONE PIECE 航海王學園
由小路壮平作畫，於月刊《最強Jump》2019年9月號開始連載，故事敘述了以「新世界學校」為背景的衍生漫畫。
ONE PIECE 航海王 episode A 艾斯外傳
小說《ONE PIECE novel A》的漫畫版。由Boichi繪製，於《ONE PIECE magazine》Vol.10至Vol.13（2021年12月2日）連載。

## 出版書籍

### 單行本
單行本除了收錄漫畫的主要內容，還附錄單行本專欄「SBS（問題募集中）」、「騙人布畫廊海賊團」。
SBS（問題募集中）
從第4卷開始的專欄，是作者尾田在單行本上和讀者的詢問專欄。尾田會從讀者的來信中挑出一些問題來回答，有趣味性的、也有設定方面的，每一卷尾田都會在這裡對海賊王做一些解密，以及用幽默的口吻回答讀者的問題。另外，部份角色的相關資訊如生日，也會以SBS的讀者回信為基礎。SBS通常會在單行本的單話之間出現，果是下一話為跨頁的刊頭彩頁，通常不會有SBS。
騙人布畫廊海賊團
從第5卷開始的專欄，是在單行本末尾會放讀者們投稿的插圖專欄。每卷會挑出最優秀作品的讀者，並贈送簽名板。因投稿作品過多，從第73卷開始，於官網「ONE PIECE.com」公開投稿作品。

### 公式書
| 書名                                 | 集英社        | 集英社                 | 東立出版社     | 東立出版社             | 浙江人民美术出版社 | 浙江人民美术出版社     |
| 書名                                 | 發售日期      | ISBN                   | 發售日期       | ISBN                   | 發售日期           | ISBN                   |
| ------------------------------------ | ------------- | ---------------------- | -------------- | ---------------------- | ------------------ | ---------------------- |
| ONE PIECE RED GRAND CHARACTERS       | 2002年1月5日  | ISBN 978-4-08-873211-4 | 2004年7月15日  | ISBN 986-11-4732-2     | 2011年12月         | ISBN 978-7-5340-3111-3 |
| ONE PIECE BLUE GRAND DATA FILE       | 2002年8月2日  | ISBN 978-4-08-873358-6 | 2004年11月29日 | ISBN 986-11-4733-0     | 2011年12月         | ISBN 978-7-5340-3110-6 |
| ONE PIECE YELLOW GRAND ELEMENTS      | 2007年4月4日  | ISBN 978-4-08-874098-0 | 2008年6月20日  | ISBN 978-986-10-1102-8 | 2012年7月          | ISBN 978-7-5340-3284-4 |
| ONE PIECE GREEN SECRET PIECES        | 2010年11月4日 | ISBN 978-4-08-874848-1 | 2011年1月29日  | ISBN 978-986-10-6985-2 | 2012年11月         | ISBN 978-7-5340-3344-5 |
| ONE PIECE BLUE DEEP CHARACTERS WORLD | 2012年3月2日  | ISBN 978-4-08-870445-6 | 2012年8月3日   | ISBN 978-986-10-9998-9 | 2012年8月          | ISBN 978-7-5340-3295-0 |

VIVRE CARD～ONE PIECE航海王圖鑑～
航海王圖鑑卡片，裡面有故事中所有角色的個人基本資料、介紹、過去經歷以及作者的設定稿等等。
| 標題                                        | 集英社         | 集英社                 | 東立出版社     | 東立出版社             | 浙江人民美术出版社 | 浙江人民美术出版社     |
| 標題                                        | 發售日期       | ISBN                   | 發售日期       | ISBN                   | 發售日期           | ISBN                   |
| ------------------------------------------- | -------------- | ---------------------- | -------------- | ---------------------- | ------------------ | ---------------------- |
| STARTER SET Vol.1                           | 2018年9月4日   | ISBN 978-4-08-908320-8 | 2019年7月25日  | ISBN 978-957-26-2788-4 | 2024年1月          | ISBN 978-7-5751-0030-4 |
| BOOSTER PACK 東方藍的強者們!!               | 2018年10月4日  | ISBN 978-4-08-908321-5 | 2019年7月25日  | ISBN 978-957-26-2789-1 | 2024年1月          | ISBN 978-7-5751-0031-1 |
| BOOSTER PACK 集結！「超新星」!!             | 2018年10月4日  | ISBN 978-4-08-908322-2 | 2019年9月12日  | ISBN 978-957-26-2790-7 |                    |                        |
| BOOSTER PACK 惡龍海賊團與可可亞西村村民     | 2018年11月2日  | ISBN 978-4-08-908323-9 | 2019年9月26日  | ISBN 978-957-26-2791-4 | 2024年1月          | ISBN 978-7-5751-0032-8 |
| BOOSTER PACK 推進城獄卒VS囚犯!              | 2018年11月2日  | ISBN 978-4-08-908324-6 | 2019年10月18日 | ISBN 978-957-26-2792-1 |                    |                        |
| BOOSTER PACK 沙漠王國・阿拉巴斯坦的精銳!    | 2018年12月4日  | ISBN 978-4-08-908325-3 | 2019年10月30日 | ISBN 978-957-26-3415-8 | 2024年4月          | ISBN 978-7-5751-0180-6 |
| BOOSTER PACK 「四皇」白鬍子海賊團!!         | 2018年12月4日  | ISBN 978-4-08-908326-0 | 2019年11月14日 | ISBN 978-957-26-3416-5 |                    |                        |
| BOOSTER PACK 集結! 秘密結社巴洛克華克       | 2019年1月4日   | ISBN 978-4-08-908327-7 | 2019年11月21日 | ISBN 978-957-26-3417-2 | 2024年4月          | ISBN 978-7-5751-0181-3 |
| BOOSTER PACK 海底樂園・魚人島的居民們!!     | 2019年1月4日   | ISBN 978-4-08-908328-4 | 2019年12月9日  | ISBN 978-957-26-3418-9 |                    |                        |
| BOOSTER PACK 秘境・空島的居民們！           | 2019年2月4日   | ISBN 978-4-08-908329-1 | 2019年12月26日 | ISBN 978-957-26-4238-2 |                    |                        |
| BOOSTER PACK 失控！新魚人海賊團!!           | 2019年2月4日   | ISBN 978-4-08-908330-7 | 2020年1月9日   | ISBN 978-957-26-4239-9 |                    |                        |
| STARTER SET Vol.2                           | 2019年3月4日   | ISBN 978-4-08-908331-4 | 2020年1月31日  | ISBN 978-957-26-4240-5 |                    |                        |
| BOOSTER PACK 香朵拉戰士VS神的軍團!!         | 2019年4月4日   | ISBN 978-4-08-908344-4 | 2020年2月26日  | ISBN 978-957-26-4241-2 |                    |                        |
| BOOSTER PACK 龐克哈薩特的威脅!!             | 2019年4月4日   | ISBN 978-4-08-908345-1 | 2020年3月9日   | ISBN 978-957-26-4242-9 |                    |                        |
| BOOSTER PACK 世界第一船匠！卡雷拉公司!!     | 2019年5月2日   | ISBN 978-4-08-908346-8 | 2020年3月30日  | ISBN 978-957-26-4243-6 |                    |                        |
| BOOSTER PACK 恐怖統治者! 唐吉軻德家族!!     | 2019年5月2日   | ISBN 978-4-08-908347-5 | 2020年4月10日  | ISBN 978-957-26-4244-3 |                    |                        |
| BOOSTER PACK「非法正義」執行者!CP9!!        | 2019年6月4日   | ISBN 978-4-08-908348-2 | 2020年4月24日  | ISBN 978-957-26-4610-6 |                    |                        |
| BOOSTER PACK 衝突! 鬥技場的鬥士們!!         | 2019年6月4日   | ISBN 978-4-08-908349-9 | 2020年5月8日   | ISBN 978-957-26-4611-3 |                    |                        |
| BOOSTER PACK 噩夢! 恐怖三桅帆船的怪人軍團!! | 2019年7月4日   | ISBN 978-4-08-908350-5 | 2020年5月25日  | ISBN 978-957-26-4612-0 |                    |                        |
| BOOSTER PACK 天生戰士! 摩科莫公國的純毛族!! | 2019年7月4日   | ISBN 978-4-08-908351-2 | 2020年6月11日  | ISBN 978-957-26-4889-6 |                    |                        |
| BOOSTER PACK 「北方藍」戰爭商人‧傑爾馬66!!  | 2019年8月2日   | ISBN 978-4-08-908352-9 | 2020年6月29日  | ISBN 978-957-26-4890-2 |                    |                        |
| BOOSTER PACK 「四皇」BIG MOM海賊團!!        | 2019年8月2日   | ISBN 978-4-08-908353-6 | 2020年7月13日  | ISBN 978-957-26-5211-4 |                    |                        |
| INDEX SET                                   | 2019年12月28日 | ISBN 978-4-08-908377-2 | 2022年7月18日  | ISBN 978-957-26-8128-2 |                    |                        |
| NEW STARTER SET Vol.1                       | 2021年5月1日   | ISBN 978-4-08-908402-1 | 2022年7月18日  | ISBN 978-957-26-7690-5 |                    |                        |
| BOOSTER PACK 誓死出擊! 紅鞘九人眾!!         | 2021年7月2日   | ISBN 978-4-08-908410-6 | 2022年10月17日 | ISBN 978-957-26-7692-9 |                    |                        |
| BOOSTER PACK 豪邁!傳說男子們子們!!          | 2021年7月2日   | ISBN 978-4-08-908409-0 | 2022年9月15日  | ISBN 978-957-26-7691-2 |                    |                        |
| BOOSTER PACK 壓倒性戰力!百獸海賊團!!        | 2021年9月3日   | ISBN 978-4-08-908411-3 | 2022年12月22日 | ISBN 978-957-26-7693-6 |                    |                        |
| BOOSTER PACK 組成同盟!新世代海賊們!!        | 2021年9月3日   | ISBN 978-4-08-908412-0 | 2022年12月22日 | ISBN 978-626-7185-39-1 |                    |                        |
| NEW STARTER SET Vol.2                       | 2024年7月4日   | ISBN 978-4-08-908464-9 |                |                        |                    |                        |
| BOOSTER PACK 躍進! 新時代を拓く者達!!       | 2024年9月4日   | ISBN 978-4-08-908465-6 |                |                        |                    |                        |
| BOOSTER PACK 脅威! 〝新世界〟の強者達!!     | 2024年9月4日   | ISBN 978-4-08-908466-3 |                |                        |                    |                        |

### 畫集
ONEPIECE尾田榮一郎畫集COLOR WALK
原作：尾田榮一郎。目前出版共八卷，日本由集英社發行，台灣由東立出版社發行。
| 卷數 | 標題 | 集英社        | 集英社                 | 東立出版社     | 東立出版社             | 浙江人民美术出版社 | 浙江人民美术出版社     |
| 卷數 | 標題 | 發售日期      | ISBN                   | 發售日期       | ISBN                   | 發售日期           | ISBN                   |
| ---- | ---- | ------------- | ---------------------- | -------------- | ---------------------- | ------------------ | ---------------------- |
| 1    |      | 2001年7月19日 | ISBN 978-4-08-859217-6 | 2004年4月30日  | ISBN 986-11-4149-9     | 2011年8月          | ISBN 978-7-5340-2988-2 |
| 2    |      | 2003年11月4日 | ISBN 978-4-08-859376-0 | 2004年8月12日  | ISBN 986-11-4150-2     | 2011年8月          | ISBN 978-7-5340-2987-5 |
| 3    |      | 2006年1月5日  | ISBN 978-4-08-859538-2 | 2010年7月31日  | ISBN 978-986-11-8174-5 | 2011年5月          | ISBN 978-7-5340-2989-9 |
| 4    |      | 2010年3月4日  | ISBN 978-4-08-782267-0 | 2011年7月18日  | ISBN 978-986-10-7961-5 | 2011年5月          | ISBN 978-7-5340-2986-8 |
| 5    |      | 2010年12月3日 | ISBN 978-4-08-782356-1 | 2012年12月21日 | ISBN 978-986-10-8799-3 | 2012年10月         | ISBN 978-7-5340-3312-4 |
| 6    |      | 2014年1月4日  | ISBN 978-4-08-782747-7 | 2014年5月23日  | ISBN 978-986-34-8209-3 | 2015年6月          | ISBN 978-7-5340-4383-3 |
| 7    |      | 2016年7月4日  | ISBN 978-4-08-792509-8 | 2016年11月4日  | ISBN 978-986-470-811-6 | 2018年11月         | ISBN 978-7-5340-6166-0 |
| 8    |      | 2018年3月2日  | ISBN 978-4-08-792523-4 | 2018年8月10日  | ISBN 978-957-26-1395-5 | 2020年6月          | ISBN 978-7-5340-8027-2 |
| 9    |      | 2020年9月16日 | ISBN 978-4-08-792557-9 | 2021年2月2日   | ISBN 978-957-26-5954-0 |                    |                        |
| 10   |      | 2023年4月4日  | ISBN 978-4-08-792604-0 | 2024年5月16日  | ISBN 978-626-360-781-1 |                    |                        |

航海王電影版「強者天下」設定畫集
| 卷數 | 集英社         | 集英社                 | 東立出版社     | 東立出版社             |
| 卷數 | 發售日期       | ISBN                   | 發售日期       | ISBN                   |
| ---- | -------------- | ---------------------- | -------------- | ---------------------- |
| 全   | 2009年12月18日 | ISBN 978-4-08-782251-9 | 2013年11月28日 | ISBN 978-986-33-7168-7 |

### 特刊
ONE PIECE 航海王特刊
原作：尾田榮一郎，編輯：V‧JUMP編輯部。
本系列書籍為連載20周年超特別企劃書本，收錄了對魯夫和艾斯的評價，艾斯成名前的經歷小說和海兵觀點的頂點戰爭小說，以及艾斯薩波魯夫三兄弟的繪本，航海王粉絲的日常漫畫，介紹尾田仔的短篇漫畫，現實中的海盜介紹和故事中的惡魔果實介紹，專訪尾田榮一郎以及公開原稿設定圖等。2018年起改為季度性刊物。
| 卷數 | 集英社         | 集英社                 | 東立出版社                 | 東立出版社                                                | 浙江人民美术出版社 | 浙江人民美术出版社     |
| 卷數 | 發售日期       | ISBN                   | 發售日期                   | EAN / ISBN                                                | 發售日期           | ISBN                   |
| ---- | -------------- | ---------------------- | -------------------------- | --------------------------------------------------------- | ------------------ | ---------------------- |
| 1    | 2017年7月7日   | ISBN 978-4-08-102232-8 | 2018年2月12日 2019年1月2日 | EAN 471-0945-55404-4（首刷附錄版） ISBN 978-986-486-993-0 | 2023年2月          | ISBN 978-7-5340-7957-3 |
| 2    | 2017年8月4日   | ISBN 978-4-08-102233-5 | 2018年6月15日              | ISBN 978-986-486-994-7                                    | 2023年2月          | ISBN 978-7-5340-7958-0 |
| 3    | 2017年9月1日   | ISBN 978-4-08-102234-2 | 2018年8月14日              | ISBN 978-986-486-995-4                                    | 2023年2月          | ISBN 978-7-5340-7959-7 |
| 4    | 2018年10月19日 | ISBN 978-4-08-102273-1 | 2019年9月26日              | ISBN 978-957-26-2603-0                                    |                    | ISBN 978-7-5157-0348-0 |
| 5    | 2019年1月25日  | ISBN 978-4-08-102274-8 | 2020年1月31日              | ISBN 978-957-26-2604-7                                    |                    | ISBN 978-7-5751-0356-5 |
| 6    | 2019年6月17日  | ISBN 978-4-08-102275-5 | 2020年11月26日             | ISBN 978-957-26-4039-5                                    |                    |                        |
| 7    | 2019年8月9日   | ISBN 978-4-08-102294-6 | 2021年1月25日              | ISBN 978-957-26-4040-1                                    |                    |                        |
| 8    | 2019年12月13日 | ISBN 978-4-08-102401-8 | 2021年7月19日              | ISBN 978-957-26-4869-8                                    |                    |                        |
| 9    | 2020年4月24日  | ISBN 978-4-08-102404-9 | 2021年11月19日             | ISBN 978-957-26-5711-9                                    |                    |                        |
| 10   | 2020年9月16日  | ISBN 978-4-08-102406-3 | 2022年2月17日              | ISBN 978-957-26-5712-6                                    |                    |                        |
| 11   | 2021年2月4日   | ISBN 978-4-08-102407-0 | 2023年1月6日               | ISBN 978-957-26-6579-4                                    |                    |                        |
| 12   | 2021年9月2日   | ISBN 978-4-08-102409-4 | 2023年7月3日               | ISBN 978-957-26-8871-7                                    |                    |                        |
| 13   | 2021年12月2日  | ISBN 978-4-08-102411-7 | 2024年3月4日               | ISBN 978-957-26-8872-4                                    |                    |                        |
| 14   | 2022年4月5日   | ISBN 978-4-08-102412-4 |                            |                                                           |                    |                        |
| 15   | 2022年8月8日   | ISBN 978-4-08-102414-8 |                            |                                                           |                    |                        |
| 16   | 2023年3月3日   | ISBN 978-4-08-102417-9 |                            |                                                           |                    |                        |
| 17   | 2023年9月4日   | ISBN 978-4-08-102420-9 |                            |                                                           |                    |                        |
| 18   | 2024年6月4日   | ISBN 4-08-102423-5     |                            |                                                           |                    |                        |
| 19   | 2024年12月4日  | ISBN 4-08-102426-X     |                            |                                                           |                    |                        |

### 小說
電影小說化系列（含動畫小說化）
由濱崎達也執筆，主要改編自尾田榮一郎《ONE PIECE》電影版和動畫原創的故事將其小說化，目前已出版18冊。
日本由集英社（JUMP j-BOOKS）發行；台灣由東立出版社發行；中國由上海譯文出版社出版。
| 序數 | 標題                                                                  | 集英社         | 集英社                 | 東立出版社     | 東立出版社             | 上海译文出版社      | 上海译文出版社                               | 浙江人民美术出版社 | 浙江人民美术出版社     |
| 序數 | 標題                                                                  | 發售日期       | ISBN                   | 發售日期       | ISBN                   | 發售日期            | ISBN                                         | 發售日期           | ISBN                   |
| ---- | --------------------------------------------------------------------- | -------------- | ---------------------- | -------------- | ---------------------- | ------------------- | -------------------------------------------- | ------------------ | ---------------------- |
| 1    | ONE PIECE 航海王 打倒！海賊強薩克航海王 投降吧！海盗冈扎克            | 1999年6月3日   | ISBN 4-08-703084-9     | 2009年5月14日  | ISBN 978-986-103-558-1 | 2008年 2011年4月    | ISBN 978-7-5327-4611-8ISBN 978-7-5327-5270-6 | 2019年11月         | ISBN 978-7-5340-5177-7 |
| 2    | 航海王 羅格鎮篇                                                       | 2000年7月17日  | ISBN 4-08-703096-2     | 2009年6月4日   | ISBN 978-986-103-862-9 | 2008年9月 2011年4月 | ISBN 978-7-5327-4610-1ISBN 978-7-5327-5271-3 | 2019年11月         | ISBN 978-7-5340-5178-4 |
| 3    | ONE PIECE 發條島大冒險航海王 发条岛的冒险                             | 2001年3月19日  | ISBN 4-08-703102-0     | 未發行中文版本 | 未發行中文版本         | 2011年4月           | ISBN 978-7-5327-5233-1                       | 2019年11月         | ISBN 978-7-5340-5179-1 |
| 4    | ONE PIECE 千年龍傳說                                                  | 2001年12月25日 | ISBN 4-08-703107-1     | 未發行中文版本 | 未發行中文版本         | 2011年4月           | ISBN 978-7-5327-5232-4                       | 2019年11月         | ISBN 978-7-5340-5180-7 |
| 5    | ONE PIECE 珍獸島之喬巴王國                                            | 2002年3月22日  | ISBN 4-08-703110-1     | 未發行中文版本 | 未發行中文版本         |                     |                                              | 2019年11月         | ISBN 978-7-5340-5182-1 |
| 6    | ONE PIECE THE MOVIE 死亡盡頭的冒險                                    | 2003年3月10日  | ISBN 4-08-703124-1     | 未發行中文版本 | 未發行中文版本         |                     |                                              | 2019年11月         | ISBN 978-7-5340-5183-8 |
| 7    | ONE PIECE 被詛咒的聖劍                                                | 2004年3月22日  | ISBN 4-08-703137-3     | 未發行中文版本 | 未發行中文版本         |                     |                                              |                    |                        |
| 8    | ONE PIECE 祭典男爵與神秘島                                            | 2005年3月14日  | ISBN 4-08-703153-5     | 未發行中文版本 | 未發行中文版本         |                     |                                              |                    |                        |
| 9    | ONE PIECE 機關城的鋼鐵巨兵                                            | 2006年3月6日   | ISBN 4-08-703168-3     | 未發行中文版本 | 未發行中文版本         |                     |                                              |                    |                        |
| 10   | ONE PIECE 沙漠王女與海賊們                                            | 2007年3月12日  | ISBN 978-4-08-703178-2 | 未發行中文版本 | 未發行中文版本         |                     |                                              |                    |                        |
| 11   | ONE PIECE 喬巴身世之謎：冬季綻放、奇跡的櫻花                          | 2008年2月25日  | ISBN 978-4-08-703190-4 | 未發行中文版本 | 未發行中文版本         |                     |                                              |                    |                        |
| 12   | ONE PIECE FILM STRONG WORLD 強者天下                                  | 2009年12月14日 | ISBN 978-4-08-703219-2 | 未發行中文版本 | 未發行中文版本         |                     |                                              |                    |                        |
| 13   | 3D劇場版ONE PIECE 追逐草帽大冒險                                      | 2011年3月22日  | ISBN 978-4-08-703241-3 | 未發行中文版本 | 未發行中文版本         |                     |                                              |                    |                        |
| 14   | ONE PIECE FILM Z 航海王電影Z小說                                      | 2012年12月17日 | ISBN 978-4-08-703285-7 | 2014年3月27日  | ISBN 978-986-348-481-3 |                     |                                              | 2019年11月         | ISBN 978-7-5340-5181-4 |
| 15   | 航海王劇場版小說 ONE PIECE「3D2Y」跨越艾斯之死！魯夫與夥伴的誓言！    | 2014年10月3日  | ISBN 978-4-08-703331-1 | 2017年6月12日  | ISBN 978-986-486-389-1 |                     |                                              |                    |                        |
| 16   | 航海王劇場版小說 ONE PIECE FILM GOLDONE PIECE FILM GOLD 航海王 黃金城 | 2016年7月25日  | ISBN 978-4-08-703398-4 | 2017年1月19日  | ISBN 978-986-482-584-4 |                     |                                              | 2018年11月         | ISBN 978-7-5340-6165-3 |
| 17   | 航海王劇場版小說 ONE PIECE STAMPEDE 奪寶爭霸戰                        | 2019年8月9日   | ISBN 978-4-08-703482-0 | 2020年6月15日  | ISBN 978-957-265-172-8 |                     |                                              |                    |                        |
| 18   | 航海王劇場版小說 ONE PIECE FILM RED 紅髮歌姬                          | 2022年8月9日   | ISBN 978-4-08-703523-0 | 2023年1月9日   | ISBN 978-626-347-643-1 |                     |                                              | 2023年7月          | ISBN 978-7-5340-7851-4 |
- 文庫版

| 卷數 | 集英社みらい文庫 | 集英社みらい文庫       |
| 卷數 | 發售日期         | ISBN                   |
| ---- | ---------------- | ---------------------- |
|      | 2011年3月1日     | ISBN 978-4-08-321002-0 |
|      | 2011年7月5日     | ISBN 978-4-08-321027-3 |
|      | 2011年11月4日    | ISBN 978-4-08-321050-1 |
|      | 2012年3月5日     | ISBN 978-4-08-321074-7 |
|      | 2012年7月5日     | ISBN 978-4-08-321098-3 |
|      | 2012年11月5日    | ISBN 978-4-08-321119-5 |
|      | 2013年3月5日     | ISBN 978-4-08-321146-1 |
|      | 2013年8月5日     | ISBN 978-4-08-321165-2 |
|      | 2013年11月5日    | ISBN 978-4-08-321178-2 |
|      | 2014年7月4日     | ISBN 978-4-08-321218-5 |
|      | 2014年11月5日    | ISBN 978-4-08-321238-3 |
|      | 2019年8月9日     | ISBN 978-4-08-321522-3 |
|      | 2022年8月9日     | ISBN 978-4-08-321740-1 |
ONE PIECE novel 草帽故事集
尾田榮一郎原作、大崎知仁執筆。（JUMP j-BOOKS）
最初於「ONE PIECE magazine」連載，後發行書籍版（全一卷）。故事內容是以草帽海賊團成員的故事的外傳小說，描述一般人的角度來看待草帽海賊團成員們的短篇故事（共9篇）。
| 卷數 | 集英社        | 集英社                 | 東立出版社   | 東立出版社             |
| 卷數 | 發售日期      | ISBN                   | 發售日期     | ISBN                   |
| ---- | ------------- | ---------------------- | ------------ | ---------------------- |
| 全   | 2017年11月2日 | ISBN 978-4-08-703434-9 | 2018年9月3日 | ISBN 978-957-261-030-5 |
ONE PIECE novel A
由（第一卷）、浜崎達也（第二卷）執筆、尾田榮一郎原作。最初於「ONE PIECE magazine」連載，另外前三章由寺田克也 (第1章)、西村絹(第2章)、高橋和哉(第3章)等人插畫。後發行單行本（全2卷、JUMP j-BOOKS）。
故事內容是以波特卡斯·D·艾斯為主軸的外傳小說，描述艾斯在原作裡沒出現的劇情、他最初的夥伴以及如何獲得火焰果實的能力的故事。
| 卷數 | 日文副標題 | 中文副標題       | 集英社       | 集英社                 | 東立出版社    | 東立出版社             | 浙江人民美术出版社 | 浙江人民美术出版社     |
| 卷數 | 日文副標題 | 中文副標題       | 發售日期     | ISBN                   | 發售日期      | ISBN                   | 發售日期           | ISBN                   |
| ---- | ---------- | ---------------- | ------------ | ---------------------- | ------------- | ---------------------- | ------------------ | ---------------------- |
| 1    |            | 黑桃海賊團成立篇 | 2018年4月4日 | ISBN 978-4-08-703445-5 | 2019年7月22日 | ISBN 978-957-262-213-1 | 2021年2月          | ISBN 978-7-5340-8657-1 |
| 2    |            | 新世界篇         | 2018年6月4日 | ISBN 978-4-08-703449-3 | 2020年9月14日 | ISBN 978-957-265-386-9 | 2021年2月          | ISBN 978-7-5340-8656-4 |
ONE PIECE novel LAW
由坂上秋成執筆、尾田榮一郎原作。最初於「ONE PIECE magazine」Vol.4至Vol.7連載，後發行單行本（全1卷、JUMP j-BOOKS）。
故事內容是以特拉法爾嘉·羅為主軸的外傳小說，描述羅在結立哈特海賊團前過去的故事。
| 卷數 | 集英社       | 集英社                 |
| 卷數 | 發售日期     | ISBN                   |
| ---- | ------------ | ---------------------- |
| 全   | 2020年4月3日 | ISBN 978-4-08-703495-0 |

### 繪本
ONE PIECE海賊王繪本：光與暗 魯夫與艾斯與薩波的物語
原作：尾田榮一郎，繪本：長田真作。全1卷。
最初於「ONE PIECE magazine」連載，以繪本形式描述魯夫與艾斯與薩波這個永遠三兄弟的組合的故事。
| 卷數 | 集英社       | 集英社                 |
| 卷數 | 發售日期     | ISBN                   |
| ---- | ------------ | ---------------------- |
| 全   | 2018年3月2日 | ISBN 978-4-08-780835-3 |

### 電影漫畫
| 卷數 | 標題                                               | 集英社         | 集英社                 | 東立出版社     | 東立出版社             |
| 卷數 | 標題                                               | 發售日期       | ISBN                   | 發售日期       | ISBN                   |
| ---- | -------------------------------------------------- | -------------- | ---------------------- | -------------- | ---------------------- |
| 1    | 航海王劇場版~死亡盡頭大冒險~（上·下）              | 2003年10月3日  | ISBN 978-4-08-873547-4 | 2004年8月28日  | ISBN 986-11-4147-2     |
| 1    | 航海王劇場版~死亡盡頭大冒險~（上·下）              | 2003年10月3日  | ISBN 978-4-08-873548-1 | 2004年12月4日  | ISBN 986-11-4148-0     |
| 2    | 航海王劇場版 被咀咒的聖劍（上·下）                 | 2004年7月2日   | ISBN 978-4-08-873707-2 | 2008年9月5日   | ISBN 978-986-11-7175-3 |
| 2    | 航海王劇場版 被咀咒的聖劍（上·下）                 | 2004年7月2日   | ISBN 978-4-08-873708-9 | 2008年9月5日   | ISBN 978-986-11-7176-0 |
| 3    | 航海王劇場版 機關城的機械巨兵（全）                | 2006年11月2日  | ISBN 978-4-08-874172-7 |                |                        |
| 4    | 航海王劇場版 阿拉巴斯坦戰記 沙漠王女與海賊們（全） | 2008年3月4日   | ISBN 978-4-08-874236-6 | 2016年8月5日   | ISBN 978-986-470-259-6 |
| 5    | 航海王劇場版 喬巴身世之謎+冬季綻放的奇蹟之櫻（全） | 2009年11月27日 | ISBN 978-4-08-874832-0 | 2014年2月6日   | ISBN 978-986-348-080-8 |
| 6    | 航海王電影版 強者天下（上·下）                     | 2010年12月3日  | ISBN 978-4-08-874846-7 | 2016年8月2日   | ISBN 978-986-470-257-2 |
| 6    | 航海王電影版 強者天下（上·下）                     | 2010年12月3日  | ISBN 978-4-08-874847-4 | 2016年8月2日   | ISBN 978-986-470-258-9 |
| 7    | 航海王劇場版~死亡盡頭大冒險~（全·新裝版）          | 2011年2月18日  | ISBN 978-4-08-874850-4 |                |                        |
| 8    | 航海王劇場版 被咀咒的聖劍（全·新裝版）             | 2011年2月18日  | ISBN 978-4-08-874851-1 |                |                        |
| 9    | ONE PIECE FILM Z 航海王電影：Z（上·下）            | 2013年7月4日   | ISBN 978-4-08-870874-4 | 2014年6月13日  | ISBN 978-986-348-080-8 |
| 9    | ONE PIECE FILM Z 航海王電影：Z（上·下）            | 2013年7月4日   | ISBN 978-4-08-870875-1 | 2014年7月23日  | ISBN 978-986-348-678-7 |
| 10   | ONE PIECE FILM GOLD 航海王電影：GOLD（上·下）      | 2017年7月4日   | ISBN 978-4-08-881253-3 | 2018年10月19日 | ISBN 978-957-26-0784-8 |
| 10   | ONE PIECE FILM GOLD 航海王電影：GOLD（上·下）      | 2017年7月4日   | ISBN 978-4-08-881254-0 | 2018年10月19日 | ISBN 978-957-26-0785-5 |
| 11   | 航海王劇場版 奪寶爭霸戰（上·下）                   | 2020年5月13日  | ISBN 978-4-08-882343-0 | 2022年8月19日  | ISBN 978-957-26-6844-3 |
| 11   | 航海王劇場版 奪寶爭霸戰（上·下）                   | 2020年5月13日  | ISBN 978-4-08-882344-7 | 2022年8月19日  | ISBN 978-957-26-6845-0 |

### 相關書籍
航海王動畫完全解說手冊
原作：尾田榮一郎。全2冊。中文版未代理。（JUMP COMICS）
| 書名               | 集英社       | 集英社                 |
| 書名               | 發售日期     | ISBN                   |
| ------------------ | ------------ | ---------------------- |
| ONE PIECE RAINBOW! | 2007年5月1日 | ISBN 978-4-08-874099-7 |
| ONE PIECE WHITE!   | 2012年8月3日 | ISBN 978-4-08-870576-7 |
ONE PIECE STRONG WORDS 航海王經典名言集
原作：尾田榮一郎，解說：内田樹。目前已出版3冊。（集英社新書）
本系列書籍收錄這是一本以ONE PIECE故事裡的各個角色們曾經說過的各種經典台詞所組成的名言集。諸如魯夫出發航海第一天所說的第一句話，到艾斯死後，他懊悔萬分的一句話，分為各種主題的各主題包括「冒險」、「英雄」、「枷鎖」、「未來」、「超越」等經典名言都收錄在本系列書籍。
| 卷數  | 集英社        | 集英社                 | 東立出版社    | 東立出版社             |
| 卷數  | 發售日期      | ISBN                   | 發售日期      | ISBN                   |
| ----- | ------------- | ---------------------- | ------------- | ---------------------- |
| 上    | 2011年3月9日  | ISBN 978-4-08-720582-4 | 2013年10月1日 | ISBN 978-986-332-588-8 |
| 下    | 2011年4月15日 | ISBN 978-4-08-720587-9 | 2013年10月1日 | ISBN 978-986-332-589-5 |
| PART2 | 2014年3月4日  | ISBN 978-4-08-720728-6 | 2015年1月7日  | ISBN 978-986-365-668-5 |
- 文庫版

| 卷數 | 書名                             | 集英社みらい文庫 | 集英社みらい文庫       |
| 卷數 | 書名                             | 發售日期         | ISBN                   |
| ---- | -------------------------------- | ---------------- | ---------------------- |
| 全   | ONE PIECE 最強でサイコーの名言集 | 2014年3月5日     | ISBN 978-4-08-321198-0 |
航海王 海賊造型便當BOOK
原作：尾田榮一郎。全1冊。中文版未代理。（FLOWER&BEE BOOK）
| 卷數 | 集英社        | 集英社                 |
| 卷數 | 發售日期      | ISBN                   |
| ---- | ------------- | ---------------------- |
| 全   | 2011年9月12日 | ISBN 978-4-08-102129-1 |
航海王海賊食譜 海的一流料理人 香吉士的滿腹餐點
作者：SANJI。全1冊。
本書是由大廚香吉士親自撰寫的食譜，裡面包含了帶骨肉、水水白菜、海王類筆管麵等四十道航海王漫畫中出現過的料理，重現了漫畫中美味的名場面！不用擔心沒有航海王世界中的食材可以料理，本書中的食譜已經用我們世界上的食材代替了，但是味道可是一樣的美味！
| 卷數 | 集英社         | 集英社                 | 東立出版社    | 東立出版社             |
| 卷數 | 發售日期       | ISBN                   | 發售日期      | ISBN                   |
| ---- | -------------- | ---------------------- | ------------- | ---------------------- |
| 全   | 2012年11月28日 | ISBN 978-4-08-780658-8 | 2013年8月19日 | ISBN 978-986-332-775-2 |
航海王500問答手冊
原作：尾田榮一郎，編輯：V‧JUMP編輯部。目前已出版2冊。（JUMP COMICS）
本系列書籍收錄了除了草帽一行九個人之外，還包括七武海、海軍、世界政府、革命軍、四皇、甚至於其他也同樣很有魅力的海賊們，以及故事內出現過的能力、道具、生物等等，許多只有「航海王」專家才知道答案的問題，而且解答旁邊還附有詳細的說明。
| 卷數 | 集英社        | 集英社                 | 東立出版社     | 東立出版社             |
| 卷數 | 發售日期      | ISBN                   | 發售日期       | ISBN                   |
| ---- | ------------- | ---------------------- | -------------- | ---------------------- |
| 1    | 2014年3月4日  | ISBN 978-4-08-880099-8 | 2014年6月30日  | ISBN 978-986-348-980-1 |
| 2    | 2014年9月4日  | ISBN 978-4-08-880253-4 | 2014年12月19日 | ISBN 978-986-365-889-4 |
| 3    | 2020年10月2日 | ISBN 978-4-08-882487-1 | 2022年7月21日  | ISBN 978-957-26-5962-5 |
航海王 最佳“流淚”篇章
原作：尾田榮一郎。全2冊。中文版未代理。
| 卷數 | 集英社         | 集英社                 |
| 卷數 | 發售日期       | ISBN                   |
| ---- | -------------- | ---------------------- |
| I    | 2014年12月1日  | ISBN 978-4-08-102188-8 |
| II   | 2014年12月15日 | ISBN 978-4-08-102189-5 |
ONE PIECE LUCKY 77航海王 明信片＆便條紙收藏組
原作：尾田榮一郎，編輯：V‧JUMP編輯部。全1冊（JUMP COMICS）
| 卷數 | 集英社       | 集英社                 | 東立出版社   | 東立出版社             |
| 卷數 | 發售日期     | ISBN                   | 發售日期     | ISBN                   |
| ---- | ------------ | ---------------------- | ------------ | ---------------------- |
| 全   | 2015年4月3日 | ISBN 978-4-08-908243-0 | 2016年2月5日 | ISBN 978-986-431-976-3 |

紀念電影上映的雜誌書（集英社ムック）
| 卷數 | 集英社        | 集英社                 |
| 卷數 | 發售日期      | ISBN                   |
| ---- | ------------- | ---------------------- |
| 全   | 2016年7月23日 | ISBN 978-4-08-102217-5 |
用原子筆就能畫出來!ONE PIECE 航海王 輕鬆上手繪畫教學
原作：尾田榮一郎，繪畫：藤澤実佳。全1冊平裝書。
收錄ONE PIECE故事裡面的草帽一行人和許多大人物們的Ｑ版小插圖繪畫步驟，教你如何用一支原子筆就畫出航海王Ｑ版小人物。
| 卷數 | 集英社        | 集英社                 | 東立出版社    | 東立出版社             |
| 卷數 | 發售日期      | ISBN                   | 發售日期      | ISBN                   |
| ---- | ------------- | ---------------------- | ------------- | ---------------------- |
| 全   | 2015年4月24日 | ISBN 978-4-08-780751-6 | 2016年1月11日 | ISBN 978-986-431-977-0 |
ONE PIECE勝利學
作者：山田 吉彦
| 卷數 | 集英社        | 集英社                 |
| 卷數 | 發售日期      | ISBN                   |
| ---- | ------------- | ---------------------- |
| 全   | 2016年7月26日 | ISBN 978-4-7976-7329-6 |
向『航海王』學習成立最強工作團隊的方法
作者：山内康裕 / 週刊少年Jump編輯部 (監修)
| 卷數 | 集英社        | 集英社                 | 東立出版社    | 東立出版社             |
| 卷數 | 發售日期      | ISBN                   | 發售日期      | ISBN                   |
| ---- | ------------- | ---------------------- | ------------- | ---------------------- |
| 全   | 2017年7月26日 | ISBN 978-4-08-786087-0 | 2019年1月10日 | ISBN 978-957-26-1399-3 |
ONE PIECE DOORS! 航海王扉頁大全
是將短期集中刊頭連載的故事整合單行本收錄至此。目前已出版3冊，日本由集英社發行，台灣由東立出版社代理，香港由天下出版發行。中国大陆则由浙江人民美术出版社出版。
| 卷數 | 集英社        | 集英社                 | 東立出版社    | 東立出版社             | 天下出版       | 天下出版               | 浙江人民美术出版社 | 浙江人民美术出版社     |
| 卷數 | 發售日期      | ISBN                   | 發售日期      | ISBN                   | 發售日期       | ISBN                   | 發售日期           | ISBN                   |
| ---- | ------------- | ---------------------- | ------------- | ---------------------- | -------------- | ---------------------- | ------------------ | ---------------------- |
| 1    | 2018年6月4日  | ISBN 978-4-08-881559-6 | 2019年1月11日 | ISBN 978-957-26-2054-0 | 2018年10月12日 | ISBN 978-988-8217-38-0 | 2021年2月          | ISBN 978-7-5340-8654-0 |
| 2    | 2018年7月4日  | ISBN 978-4-08-881560-2 | 2019年7月12日 | ISBN 978-957-26-2055-7 | 2019年3月29日  |                        | 2021年2月          | ISBN 978-7-5340-8655-7 |
| 3    | 2019年10月4日 | ISBN 978-4-08-882098-9 | 2020年5月22日 | ISBN 978-957-26-4140-8 | 2019年12月3日  |                        | 2024年6月          | ISBN 978-7-5751-0237-7 |

## 改編作品

### 電視動畫
本系列電視動畫作品由日本動畫工作室東映動畫製作，日本富士電視台富士電視台播出，從1999年10月20日開始到至今仍然播出，也是東映動畫製作動畫作品中時間最長的作品。
2011年至2012年間，製作跨作品的電視動畫特別篇《美食獵人 & ONE PIECE 合作特別篇》，分別於第492話及第542話中插播。2013年，更是延續《美食獵人&ONE PIECE》的故事，製作三部跨作品的電視動畫特別篇《美食獵人 & ONE PIECE & 七龍珠Z 超夢幻合作特別篇！！》，於第590話中插播此特別篇。
2012年至2018年間，開始電視動畫特別篇計畫，於每年夏季和冬季「週六PREMIUM」時段播放。2019年10月20日，為紀念動畫播放20週年而製作特別篇《ROMANCE DAWN》，於第907話中插播此特別篇。

### 動畫電影
本系列動畫電影作品由日本動畫工作室東映動畫製作，日本電影公司東映發行，至今已上映15部（包含一部3D劇場版）。2000年至2008年間，固定於每年的3月檔期上映一部劇場版。之後《航海王電影：強者天下》（2009年）、《航海王電影：Z》（2012年）和《航海王電影：GOLD》（2016年），皆由原作者尾田榮一郎擔任製作總指揮後，掀起傳奇的革命，也不固定每年上映、大約三至四年上映一部劇場版，檔期則分別延至年底和暑期，而《航海王電影：Z》成為當年劇場版系列歷代票房最高電影。而《航海王：奪寶爭霸戰》（2019年）為電視動畫20周年紀念作品，尾田僅擔任監修一職。《航海王劇場版：紅髮歌姬》（2022年）為原作連載25周年紀念作品，尾田擔任製作總指揮，在日本國內獲得高達197.1億日圓的票房成績，打破歷屆《ONE PIECE》劇場動畫與東映發行電影的票房紀錄，成為票房最高的《ONE PIECE》劇場版動畫。

### 網路動畫
本系列網路動畫作品由日本動畫工作室WIT STUDIO製作，2023年12月17日在「Jump Festa 2024」活動上宣布《ONE PIECE》將製作全新動畫系列《THE ONE PIECE》從原作漫畫「東方藍篇」第一話開始重製與完全新增內容所組成，預計於Netflix全球獨家上線。

### 電子遊戲
2000年起，其開始發行多款周邊電子遊戲，其改編遊戲多由萬代及其子公司萬普，及合併後的萬代南夢宮娛樂發行。

### 舞台秀
ONE PIECE PREMIER SHOW
2012年起，在日本環球影城（USJ）每年夏季期間限定舉辦的真人舞台秀。有著極具壓倒性臨場感的逼真現場表演，可盡情投入逼真的『海賊王』世界，令你大爲興奮達至忘我境界。
ONE PIECE LIVE ATTRACTION（航海王現場真人表演秀）
2015年起，在東京鐵塔航海王主題樂園（TOKYO ONE PIECE TOWER）期間限定舉辦的真人舞台秀，是使用了照明技術及光雕投影技術，讓「草帽一行人」無拘無束地在舞台上大展身手，目前總共上演4部作品。

### 歌舞伎
超級歌舞伎2「ONE PIECE」
於2016年10月7日起至11月25日在東京的新橋演舞場公演。是由集英社與松竹合作的特別企劃，將以原作中的「頂上戰爭」作為主軸，描繪和海軍們對戰而四散的草帽一行人，魯夫聽聞艾斯被宣判處刑後前往搭救，為了拯救艾斯的魯夫和海賊們、還有準備行刑的海軍們於是展開了大戰。
演員
| 角色名稱                          | 2015年 演舞場                    | 2016年 松竹座、博多座 | 2017年 演舞場                       | 2017年 演舞場 《》                  | 2018年 松竹座、御園座 | 備註 |
| --------------------------------- | -------------------------------- | --------------------- | ----------------------------------- | ----------------------------------- | --------------------- | ---- |
| 蒙其·D·魯夫 波雅·漢考克           | 市川猿之助                       | 市川猿之助            | 市川猿之助                          | 尾上右近                            | 市川猿之助 尾上右近   |      |
| 羅羅亞·索隆 Mr.2·馮·克雷 史庫亞德 | 坂東巳之助                       | 坂東巳之助            | 坂東巳之助                          | 坂東巳之助                          | 坂東巳之助            |      |
| 香吉士 雷電                       | 中村隼人 (歌舞伎演員)            | 中村隼人 (歌舞伎演員) | 中村隼人 (歌舞伎演員)               | 中村隼人 (歌舞伎演員)               | 中村隼人 (歌舞伎演員) |      |
| 波特卡斯·D·艾斯                   | 福士誠治                         | 平岳大                | 平岳大                              | 平岳大                              | 平岳大                |      |
| 娜美 波雅·桑塔索妮雅              | 市川春猿                         | 市川春猿              | 坂東新悟                            | 坂東新悟                            | 坂東新悟              |      |
| 妮可·羅賓 波雅·瑪莉哥德           | 市川笑也                         | 市川笑也              | 市川笑也                            | 市川笑也                            | 市川笑也              |      |
| 艾德華·紐蓋特                     | 市川右近（初代）                 | 市川右近（初代）      | 市川右團次                          | 市川右團次                          | 市川右團次            |      |
| 馬可                              | （坂東八大）                     | 尾上右近              | 尾上右近                            | 中村隼人                            | 尾上右近 中村隼人     |      |
| 小莎蒂                            | （無登場）                       | 尾上右近              | 尾上右近                            | 坂東新悟                            | 尾上右近 坂東新悟     |      |
| 戰國                              | 淺野和之                         | 淺野和之              | 淺野和之                            | 淺野和之                            | 淺野和之              |      |
| 伊萬科夫                          | 淺野和之                         | 淺野和之              | 淺野和之                            | 淺野和之                            | 淺野和之 下村青       |      |
| 布魯克                            | 嘉島典俊                         | 嘉島典俊              | 嘉島典俊                            | 嘉島典俊                            | 下村青                |      |
| 紐婆婆                            | 市川笑三郎                       | 市川笑三郎            | 市川笑三郎                          | 市川笑三郎                          | 市川笑三郎            |      |
| 吉貝爾 馬歇爾·D·汀奇              | 市川猿弥                         | 市川猿弥              | 市川猿弥                            | 市川猿弥                            | 市川猿弥              |      |
| 小八 戦桃丸                       | 市川弘太郎                       | 市川弘太郎            | 市川弘太郎                          | 市川弘太郎                          | 市川弘太郎            |      |
| 亞帕羅·比薩羅                     | 市川寿猿                         | 市川寿猿              | 市川寿猿                            | 市川寿猿                            | 市川寿猿              |      |
| 麥哲倫                            | 市川男女蔵                       | 市川男女蔵            | 市川男女蔵                          | 市川男女蔵                          | 市川男女蔵            |      |
| 阿鶴                              | 市川門之助                       | 市川門之助            | 市川門之助                          | 市川門之助                          | 市川門之助            |      |
| 貝拉多納                          | 坂東竹三郎                       | 坂東竹三郎            | 坂東竹三郎                          | 坂東竹三郎                          | 坂東竹三郎            |      |
| 多尼多尼·喬巴 （人型時）          | 石橋直也                         | 石橋直也              | -                                   | -                                   | -                     |      |
| 多尼多尼·喬巴 （人獸型時）        | 日下部大智 三瓶由騎 （交互出演） | 市川猿                | 市川猿 市川右近（2代） （交互出演） | 市川猿 市川右近（2代） （交互出演） | 市川猿                |      |
| 騙人布                            | 井上博之                         | 井上博之              | 井上博之                            | 井上博之                            | 嘉島典俊              |      |
| 佛朗基                            | 市川猿若                         | 市川猿若              | 石橋直也                            | 石橋直也                            | 石橋直也              |      |
| 傑克                              | 市川猿之助                       | 市川猿之助            | 平岳大                              | ※市川猿之助                         | 平岳大 市川猿之助     |      |
| 蒙其·D·卡普                       | 市川段四郎 市川壽猿 （交互出演） | -                     | -                                   | -                                   | -                     |      |
| 赤犬                              | 嘉島典俊                         | 嘉島典俊              | 嘉島典俊                            | 嘉島典俊                            | 嘉島典俊              |      |
| 青雉                              | 市瀨秀和                         | 市瀨秀和              | 市瀨秀和                            | 市瀨秀和                            | 市瀨秀和              |      |
| 黄猿                              | 市川猿四郎                       | 市川猿四郎            | 市川猿四郎                          | 市川猿四郎                          | 市川猿四郎            |      |
| 達茲·波尼斯                       | 石橋直也                         | 石橋直也              | 石橋直也                            | 石橋直也                            | 石橋直也              |      |
| 迪斯可                            | 市川猿三郎                       | 市川猿三郎            | 市川猿三郎                          | 市川猿三郎                          | 市川猿三郎            |      |
| 查爾羅斯                          | 市川欣也                         | 市川欣也              | 市川欣也                            | 市川欣也                            | 市川欣也              |      |
| 般若拔                            | 市川喜猿                         | 市川喜猿              | 市川喜猿                            | 市川喜猿                            | 市川喜猿              |      |

### 冰上秀
ONE PIECE ON ICE
於2023年宣布改編成冰上秀，劇情將表演原作的「阿拉巴斯坦篇」。
於2023年8月11日至13日於橫濱公演；2023年9月2日至3日於名古屋公演。
演員（配音員）
- 蒙其·D·魯夫：宇野昌磨（田中真弓）
- 羅羅亞·索隆：田中刑事（中井和哉）
- 娜美：本田望結（岡村明美）
- 騙人布：織田信成（山口勝平）
- 香吉士：島田高志郎（平田廣明）
- 喬巴：渡邊倫果（大谷育江）
- 納菲魯塔利·薇薇：本田真凜（渡邊美佐）

- 幼年薇薇：星碧波（渡邊美佐）

- 克洛克達爾：無良崇人（大友龍三郎）
- Miss·All星期天（妮可·羅賓）：小川真理惠（山口由里子）
- 寇沙：友野一希（草尾毅）

- 幼年寇沙：（進藤尚美）

- 貝爾：𠮷野晃平（野島健兒）
- 加卡：橋本誠也（植村喜八郎
- Mr.2·馮·克雷：本鄉理華（矢尾一樹）
- Mr.1：小林宏一（稻田徹）
- Miss·雙手指：中西樹希（橘U子）
- Mr.4：小沼祐太（高塚正也）
- Miss·聖誕節：中野耀司（金月真美）
- 跑得快：河野有香（粗忽屋）
- 多托：松橋浩幸（辻親八）
- 納菲魯塔利·寇布拉：本田宏樹（鄉田穗積）
- 神林陽南乃
- 松原茜
- 望月美玖
- 三澤日向子
- 浅見琴葉
- 竹野比奈

### 網路劇
2017年7月21日，由週刊少年Jump編輯長中野博之宣布製作成網路劇。由Netflix與Tomorrow Studios共同參與製作。該劇集由尾田榮一郎、馬蒂·安德爾斯坦與貝基·克萊門茨共同擔任製作人。另外由史蒂芬·前田擔任節目統籌，以及麥特·歐文斯擔任執行製作人兼編劇。
正式宣佈主體拍攝於2022年1月31日開始進行，並於2022年8月22日完成拍攝，於2023年8月31日上線Netflix。

## 迴響

### 銷售
截至2005年2月，單行本第36卷發售後，在日本累計單行本總發行量已經突破1億冊。2010年11月，單行本第60卷發售後，在日本累計總發行量已經突破2億冊。2013年11月，單行本第72卷發售後，在日本累計總發行量已經突破3億冊。2019年3月，目前全世界累計總發行量已經突破4億5000萬冊（日本占3億9000萬冊）。2020年3月，官方公布單行本第96卷發售前銷售量累計已突破4億7000萬冊。
2010年3月，單行本第57卷發售後，在日本單卷發行量達到初版300萬冊。2011年11月，單行本第64卷發售後，在日本單卷發行量達到初版400萬冊。2012年8月，單行本第64卷發售後，在日本單卷發行量達到初版405萬冊，成為目前為止的最高紀錄。
2015年6月15日，尾田榮一郎以本作品發行量打破世界紀錄，獲得獲頒「單一作者創作發行量最多的漫畫」的金氏世界紀錄，尾田榮一郎獲得這獎項因此還畫了張魯夫拿著金氏世界紀錄的證書。
截至2022年8月，漫畫的累積發行量（全世界）已達5.1億冊。

### 榮譽
從2000年到2002年，《ONE PIECE》漫畫連續三次入圍手塚治虫文化獎的決賽，在前兩年中獲得了最多的粉絲提名。在2008年Oricon的一項民意測驗中，日本青少年將其評為最有趣的漫畫。2012年，獲得第41屆日本漫畫家協會獎大獎。《One Piece》常年作为《少年Jump》的最畅销漫画，一直处于当家花旦位置。
| 典禮                                              | 回數（一年）                     | 部門和獎品                          | 受獎對象                                                 | 來源   |
| ------------------------------------------------- | -------------------------------- | ----------------------------------- | -------------------------------------------------------- | ------ |
| 日本媒體藝術100的選舉                             | （2006年）                       | 漫畫部門                            | 漫畫                                                     |        |
| 日本漫畫家協會獎                                  | 第41回                           | 大獎                                | 漫畫                                                     | [ 27 ] |
| 德國雄達人讀者選擇獎                              | （2005年） （2008年） （2009年） | 國際漫畫部門最佳漫畫獎              | 漫畫                                                     |        |
| 動畫 & 漫畫大獎 （Anime & Manga 19th Grand Prix） | 第19回                           | 漫畫部門最佳少年漫畫獎              | 漫畫                                                     | [ 28 ] |
| 動畫 & 漫畫大獎 （Anime & Manga 19th Grand Prix） | 第19回                           | 動畫部門 最佳經典系列獎             | 電視動畫                                                 | [ 28 ] |
| 動畫神戶獎                                        | 第5回                            | AM神戶獎（主題歌獎）                | ウィーアー!（We Are!）                                   | [ 29 ] |
| 東京動畫片獎                                      | 第1回                            | 電視節目部門 優秀作品賞             | 電視動畫（東映動畫）                                     |        |
| 日本金碟大獎                                      | 第22回                           | 年度最佳動畫專輯                    | ONE PIECE SUPER BEST                                     | [ 30 ] |
| 日本金碟大獎                                      | 第25回                           | 年度最佳動畫專輯                    | ONE PIECE MEMORIAL BEST                                  | [ 31 ] |
| GyaO！商店獎                                      | （2012年）                       | 全方位的銷售部門 動畫部             | 電視動畫                                                 | [ 32 ] |
| 亞洲電視大獎                                      | （2012年）                       | 動畫部門 大獎                       | 電視動畫                                                 | [ 33 ] |
| 金總獎                                            | 第18回                           | 優秀銀獎                            | 黃金島大冒險                                             |        |
| 金總獎                                            | 第19回                           | 優秀銀獎                            | 發條島的冒險                                             |        |
| 金總獎                                            | 第28回                           | 優秀銀獎                            | ONE PIECE FILM STRONG WORLD                              |        |
| 金總獎                                            | 第31回                           | 優秀銀獎                            | ONE PIECE FILM Z                                         |        |
| 日本奧斯卡金像獎                                  | 第32回                           | 優秀動畫作品獎                      | 喬巴身世之謎：冬季綻放、奇蹟的櫻花                       | [ 34 ] |
| 日本奧斯卡金像獎                                  | 第34回                           | 優秀動畫作品獎                      | 『ONE PIECE FILM STRONG WORLD』                          | [ 35 ] |
| 日本奧斯卡金像獎                                  | 第36回                           | 優秀動畫作品獎                      | ONE PIECE FILM Z                                         | [ 36 ] |
| 巴塞羅那亞洲電影節                                | 第12回                           | 觀眾獎（觀眾最喜愛影片）            | ONE PIECE FILM STRONG WORLD                              |        |
| 影像技術獎勵                                      | 第65回                           | 動畫部門                            | ONE PIECE 3D 追逐草帽大冒險                              | [ 37 ] |
| PlayStation Awards                                | （2002年）                       | 金質獎                              | ONE PIECE 盛大對戰! ONE PIECE 盛大對戰! 2                | [ 38 ] |
| PlayStation Awards                                | （2012年）                       | 金質獎                              | ONE PIECE 海賊無雙                                       | [ 39 ] |
| PlayStation Awards                                | （2013年）                       | 金質獎                              | ONE PIECE 海賊無雙2                                      | [ 40 ] |
| 日本遊戲大獎                                      | （2012年）                       | 優秀獎                              | ONE PIECE 海賊無雙                                       | [ 41 ] |
| GREE Platform Award                               | （2014年）                       | 優秀賞                              | ONE PIECE 冒險日誌                                       | [ 42 ] |
| 年度許可                                          | （2010年） （2012年）            | 大獎                                | ONE PIECE                                                |        |
| 年度許可                                          | （2011年）                       | 人物角色授權獎                      | ONE PIECE                                                |        |
| 年度許可                                          | （2011年）                       | 促銷許可獎                          | ONE PIECE 千雪姬號                                       | [ 43 ] |
| 日本玩具大獎                                      | （2011年）                       | 人物角色·玩具部門 大獎              | ONE PIECE LOGBOX                                         |        |
| 移動式廣告大獎                                    | 第10回                           | 市場營銷部門 入獎                   | 羅森ARG 海賊王 收集圖章活動的應用                        | [ 44 ] |
| 東京互動廣告獎                                    | 第9回                            | 申請部門 移動式應用 入賞            | 羅森ARG 海賊王 收集圖章活動的應用                        | [ 45 ] |
| 顯示器行業大獎                                    | 第31回                           | 顯示器産業激勵獎                    | 尾田栄一郎監修 ONE PIECE展〜原画×映像×体感的海賊王       | [ 46 ] |
| 日本商品化權協會獎                                | （2012年）                       |                                     | 『ONE PIECE』（東映動畫）                                | [ 47 ] |
| 讀賣新聞出版廣告獎                                | 第18回                           | 金賞                                | ONE PIECE 漫畫3億冊突破記念運動 「日本縱向! OPJ47 巡航」 | [ 48 ] |
| 新聞廣告獎                                        | 第34回                           | 廣告主部門 大獎                     | ONE PIECE 漫畫3億冊突破記念運動 「日本縱向! OPJ47 巡航」 | [ 49 ] |
| 廣告電通獎                                        | 第67回                           | 新聞廣告 企畫部門 最優秀獎          | ONE PIECE 漫畫3億冊突破記念運動 「日本縱向! OPJ47 巡航」 | [ 50 ] |
| 銅環獎                                            | （2014年）                       | 現場娛樂傑出部門 最佳整體表現製作獎 | 海賊王 尊貴展                                            |        |

### 印尼
2025年8月，印尼多地都有民眾不滿政府施政，他們高舉或展示《海賊王》的「草帽海賊團」旗幟以示抗議。雖然印尼名義上已獨立，但許多人在日常生活中未真正感受到自由。他們認為動畫中對抗不公與壓迫的情節，與當地現實有相似之處，因此升起該旗幟是為了表達「愛國但不盲從」。

## 活動
從2010年起，陸續與許多個公司實施合作，並在日本全國各地舉辦各種活動，也逐漸拓展在日本以外地區（兩岸三地和歐美地區等）舉辦相關活動。

### 紀念館
航海王 樂園紀念館
| 舉辦地             | 地點                | 期間 |
| ------------------ | ------------------- | --- |
| 拉古納蒲郡         | 愛知縣蒲郡市        | 2010年3月20日 - 6月27日 2011年3月19日 - 9月4日 2012年9月15日 - 2013年3月3日 2014年3月15日 - 2015年3月1日 |
| 台場衆国           | 東京都港区          | 2010年7月17日 - 8月31日                                                                                  |
| 豪斯登堡           | 長崎縣佐世保市      | 2010年7月15日 - 10月15日                                                                                 |
| 安比高原           | 岩手縣八幡平市      | 2010年9月15日 - 26日                                                                                     |
| TIC                | 宮城縣仙台市        | 2010年12月23日 - 2011年1月10日                                                                           |
| 九族文化村         | 台灣·南投縣魚池鄉   | 2011年7月 - 2012年4月 2012年8月 - 2013年6月                                                              |
| 秋田基地中心艾雲   | 秋田縣秋田市        | 2011年8月10日 - 18日                                                                                     |
| 橫濱地標大廈       | 神奈川縣横浜市      | 2011年11月10日 - 12月25日                                                                                |
| NTT克雷大廳        | 廣島縣廣島市        | 2011年12月23日 - 2012年1月9日                                                                            |
| 枚方園區           | 大阪府枚方市        | 2012年3月7日 - 7月8日                                                                                    |
| 留壽都度假村       | 北海道虻田郡        | 2012年7月7日 - 9月9日                                                                                    |
| 夏威夷溫泉度假村   | 福島縣磐城市        | 2013年4月27日 - 5月6日                                                                                   |
| 新Reoma世界        | 香川縣丸龜市        | 2013年6月29日 - 8月27日 2014年7月5日 - 9月15日                                                           |
| 那須高地公園       | 栃木縣那須郡        | 2014年7月12日 - 9月24日                                                                                  |
| 韓國戰爭紀念館     | 韓國·首爾市龍山區   | 2014年7月26日 - 9月22日                                                                                  |
| 會議中心「BEXCO」  | 韓國·釜山市海雲台區 | 2014年12月20日 - 2015年3月14日                                                                           |
| 弘益大學路藝術中心 | 韓國·首爾市鐘路區   | 2015年4月4日 - 2015年8月30日                                                                             |
| 芝政世界           | 福井縣坂井市        | 2015年7月4日 - 9月23日                                                                                   |

### 展覽會
航海王展是為了記念《ONE PIECE》連載2012年已達成15周年、由原作者尾田栄一郎監修的展覽會，以《原畫X映像X體感ONE PIECE》為主題。
| 舉辦地                        | 地點         | 期間                           |
| ----------------------------- | ------------ | ------------------------------ |
| 六本木新城 森美術館           | 東京都港區   | 2012年3月20日 - 6月17日        |
| 天保山特設畫廊                | 大阪府大阪市 | 2012年11月24日 - 2013年2月17日 |
| 華山1914文創園區              | 台灣 台北市  | 2014年7月1日 - 9月22日         |
| 台中文化創意產業園區拾藝術    | 台灣 台中市  | 2016年12月24日 - 2017年4月9日  |
| 澳門會議展覽中心 （20周年展） | 澳門         | 2019年6月21日 - 2019年9月1日   |

### 草帽專賣店
草帽專賣店是於2012年9月開放的官方商品專門店。在2014年3月的台灣台北市西門町開設姊妹店，並正式命名為「台灣航海王專賣店」；2015年的大阪（阿倍野藉口商城）·名古屋（近鐵百貨名古屋店）·福岡（福岡Parco）3個城市開設姊妹店。
| 店鋪名稱        | 舉辦會場           | 地點           | 期間                         |
| --------------- | ------------------ | -------------- | ---------------------------- |
| 大阪 草帽商店   | 天保山特設畫廊     | 大阪府大阪市   | 2012年11月24日—2013年2月17日 |
| 小倉 草帽商店   | 正是在那裡City     | 福岡縣北九州市 | 2013年3月23日—5月26日        |
| 福岡 草帽商店   | 福岡塔             | 福岡縣福岡市   | 2013年7月23日—月28日         |
| 長野 草帽商店   | 納加之東急百貨店   | 長野縣長野市   | 2013年7月26日—8月12日        |
| 川越 草帽商店   | 丸廣百貨店川越店   | 埼玉縣川越市   | 2013年12月26日—2014年1月8日  |
| 梅田 草帽商店   | 阪急百貨店梅田本店 | 大阪府大阪市   | 2014年3月5日—3月18日         |
| 名古屋 草帽商店 | 東急手創館名古屋店 | 愛知縣名古屋市 | 2014年7月28日—8月10日        |
| 熊本 草帽商店   | 縣民百貨店         | 熊本縣熊本市   | 2014年8月9日—8月20日         |

### 其他
東京鐵塔航海王主題樂園（TOKYO ONE PIECE TOWER）
於2015年3月13日開始在東京鐵塔開辦的大型主題公園。公園內有許多設施，如每個角色主題的景點和商店/餐廳。
航海王 × Team Lab
活動期間為2015年7月18日至8月31日，在「お台場夢大陸〜 ドリームメガナツマツリ 〜」在超技師人口隆重舉行與“團隊實驗室”合作。於2016年7月16日至7月31日，在LaLaport Fujimi舉行。
航海王 路跑 in 沖繩 2016 － 2017
活動期間為2016年3月20日，在沖繩縣北谷町舉辦的路跑活動。最初是2015年5月在台灣舉行的反向企劃。
- 官方網站：ONE PIECE RUN in 沖繩（页面存档备份，存于）（日語）

航海王 Village in 琉球村
活動期間為2016年4月29日至8月31日，在沖繩縣恩納村「琉球村」舉辦展覽。展示篇章為「推進城〜頂上戰爭篇」。
尾田栄一郎監修 Hello, 航海王 〜魯夫來到小鎮！〜
活動期間為2017年8月26日至10月18日，在馬來西亞·吉隆坡的伊勢丹舉辦的企畫展覽會。後來於2018年4月28日至5月13日在日本國內的札幌市舉辦。
航海王20th × KYOTO 京都草帽一夥道中記～另一個和之國～
活動期間為2017年10月7日至10月22日，本次是《ONE PIECE》連載20週年與日本京都市合作的紀念特展，並推出「ONE PIECE ART NUE 大覺寺《魔獸與公主與誓言之花》」，近日並公開了將展出的日本畫一部分，由原作漫畫家尾田榮一郎所繪製的角色設定圖。
這是「京都草帽一夥道中記～另一個和之國～」的特別篇故事，將以大覺寺作為舞台來設計整個展覽的故事。除此之外，還有《ONE PIECE》與日本畫的合作，以水墨畫、繪卷等各種創作方式來呈現《航海王》的世界。
- 官方網站：航海王20th × KYOTO 京都草帽一夥道中記～另一個和之國～（页面存档备份，存于）（日語）

航海王戲劇舞台 THE METAL ～追憶的馬林福特～
活動期間為2018年1月20日至2月25日（全90場公演），在劇場「DMM VR THEATER」上演，以全3D全息投影技術為應用方式來呈現出《ONE PIECE》世界。本次故事為原創的劇本，並有新的惡魔果實能力者登場。
- 官方網站：航海王戲劇舞台 THE METAL ～追憶的馬林福特～（日語）

航海王音宴 ～東海篇～
活動期間為2018年8月12日至9月2日（全28場公演），在東京國際論壇大樓上演全球首場的「Brass Entertainment」，以音樂和表演合為一體的新奇表演藝術體現方式來呈現出《ONE PIECE》世界。「Brass Entertainment」指以銅管樂器和敲擊樂器為中心，樂隊成員會在台上邊奏邊跳，提供視聽的雙重享受。本次活動表演的是「東海篇」。
- 官方網站：航海王音宴 ～東海篇～（页面存档备份，存于）（日語）

| 表演者 - 魯夫：松浦司 - 索隆：福地教光 - 騙人布：森良平 - 香吉士：高澤礁太 - 娜美：大北岬 | 音樂師 - 打擊樂：石川直 - 小號：米所裕夢 - 小號：Amanda Bateman - 長號：Lisa Chappell - 大號：Graham Roese - 打擊樂：中部敬之 | 製作團隊 - 地點：東京國際中心 HALL C（東京・有樂町） - 原作：尾田榮一郎 - 導演・編劇・編舞：金谷卡赫利 - 音樂監督：田中公平 - 提供：KYODO東京／富士電視台／東映動畫音樂出版 - 協賛：伊藤園 - 監修：集英社／東映ANIMETION - 企劃製作：KYODO東京 |

## 爭議
- 《ONE PIECE》作品譯名版權糾紛：
臺灣大然文化最先標得《海賊王》漫畫版權，後因經營不善而倒閉，由其他公司陸續接手，但大然文化不願釋出譯名版權（需付新台幣800萬），導致接手公司只好改名為與內容不符的名稱《航海王》。被眾多讀者視為不尊重作者的本意。中國大陆在臺灣之後拿到版權，有消息稱日方要求兩岸三地統一譯名[68]，亦也採用名稱《航海王》。
- 動畫角色抽煙畫面：
由于漫画中角色出现大量抽烟、抽雪茄镜头而被评上「烟灰缸」漫画奖。与此同时，动画版（尤其是海外播出版）对抽烟镜头进行过模糊处理，其中之一角色斯摩格更被更改設定為口吐白霧。
- 單行本漫畫摺頁內容：
單行本第89冊日文版封面摺頁的卷首语，被指出嘲諷横井軍曹，出現爭議，对此集英社发表公告，表示“出现了欠缺考虑的发言，编辑部和作者对此反省。”[69]。因而在后续多个版本中刪去卷首语，摺頁為空白。之后在新批次的单行本中更换了全新的卷首语。

## 外部連結
- ONE PIECE.com （页面存档备份，存于） - 尾田栄一郎公認ポータルサイト
- ONE PIECE.com的X（前Twitter）
- ONE PIECE スタッフ【公式】的X（前Twitter）
- YouTube上的ONE PIECE頻道